# Estadio Parque Pablo Enrique Abbate
El Parque Pablo Enrique Abbate es un estadio de Uruguay ubicado en la ciudad de Fray Bentos, Departamento de Río Negro. En el mismo disputa los partidos de todas sus categorías el Club Laureles Fútbol Club.
Toma su nombre en 1969, tras el fallecimiento del distinguido dirigente Pablo Enrique Abbate, en homenaje y reconocimiento a su labor brindada al club.
En diciembre de 1945 se compraron las 8 hectáreas que comprenden el predio del actual Parque Abbate, pero se comenzaron a disputar allí partidos recién en 1957. Fue inaugurado el 7 de septiembre de ese año, con dos partidos de la tercera rueda del Campeonato de Honor, por la Copa La Pileta.
Esa jornada se disputaron los partidos 18 de Julio vs. Nacional de Fray Bentos y Laureles vs. Fray Bentos. El local cayó derrotado por 3-2 ante su rival.